# Weinbau in der Republik Moldau

Lage der Republik Moldau in Europa

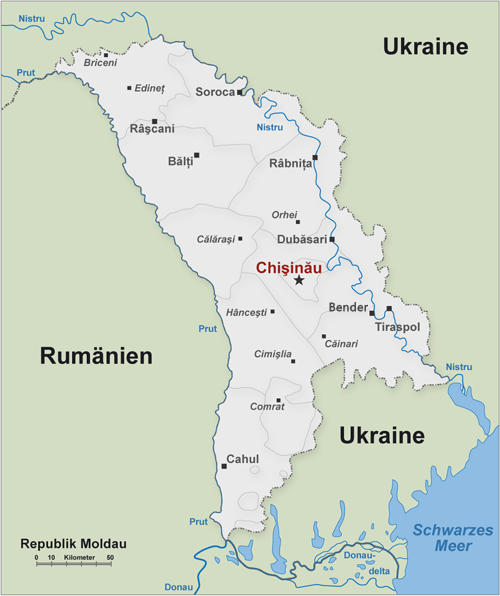
Karte der Republik Moldau

Der Weinbau in der Republik Moldau hat eine lange Tradition, ähnlich wie der in den Nachbarländern Rumänien und Ukraine (Krim). In der Republik Moldau existieren günstige geologische und klimatische Voraussetzungen für den Weinbau. Der Anteil trockener Weine ist im Vergleich zu benachbarten Gebieten recht hoch und entspricht somit eher dem internationalen Geschmack. Es werden international bekannte Rebsorten angebaut. Dennoch führen die Weine außerhalb der Region nach wie vor ein Schattendasein. Die Qualität erreicht nicht immer die gewohnten Standards, auch die Abgelegenheit der Region trägt nicht zur Internationalisierung bei. Moldau ist offizieller Mitgliedsstaat der Internationalen Organisation für Rebe und Wein.
Bekannte Weißweine sind Dnestrowskoje, Gratijeschty (Grătiești) und Trifeschty (Trifești); Negruy de Purkar (Negru de Purcari; mit dem bestimmten Artikel: Negrul) ist ein bekannter Rotwein. Traditionell finden sich in der Region auch einige bekannte süße Dessertweine.

## Geografie und Klima
Moldau ist ein fruchtbares Land in Südosteuropa und liegt auf demselben Breitengrad wie das Burgund in Frankreich. (27–30° östliche Länge / 45–48° nördliche Breite). Die Fläche beträgt rund 33.800 Quadratkilometer. Das Gebiet ist mit sanften Hügeln und Tälern durchzogen und der höchste Punkt liegt bei 429 m über dem Meeresspiegel.
Der Codru („Wald“), ein großes bewaldetes Gebiet, schützt die Weinbaugebiete vor Kaltlufteinflüssen. Zwei Hauptflüsse, der Dnister und der Pruth fließen von Norden nach Süden entlang der Grenzen ins Schwarze Meer. Fruchtbare Erde und die hohe Sonneneinstrahlung (3000–3250 Sonnenstunden) liefern optimale Bedingungen zur Produktion von Spitzenweinen.
Moldau liegt unter dem Einfluss kontinentalen Klimas, das durch das naheliegende Schwarze Meer abgemildert wird. Es gibt in Meeresnähe relativ kurze, milde Winter, im Norden können jedoch Tiefsttemperaturen von unter −30 °C erreicht werden. Die Sommer sind lang, heiß und im Juni und Juli oft regenreich (vor allem durch Unwetter). Wie auch in Westeuropa kommt es vor, dass in kalten Wintern ungeschützte Reben erfrieren. Die oft alten Rebkulturen haben in den besten Regionen beinahe ein Bilderbuchklima; feucht im Winter und trocken im Sommer. Die Durchschnittstemperatur im Juli beträgt 19,5 °C im Norden und 22 °C im Süden. Im Januar beträgt die Durchschnittstemperatur −5 °C im Norden und −3 °C im Süden. Der jährliche gemessene Niederschlag ist mäßig und liegt zwischen 550 mm im Norden und 405 mm im Südwesten.

## Rebsorten
Im Jahr 2007 waren 147.000 Hektar Rebfläche mit vielen verschiedenen Rebsorten bestockt. Seit 2004 hat sich die Gesamtrebfläche (mit Erzeugung von Tafeltrauben, Rosinen etc.) kaum verändert. Mit einer Exportmenge von 1,2 Millionen Hektoliter zählte das Land 2017 zu den wichtigsten Weinexportländern.
Neben vielen autochthonen Rebsorten wie beispielsweise Saperavi, Rkaziteli, Flori – Kagor, Kagor, Zamfira, Fetească Albă, Fetească Muskatnaia und Fetească Regală sind auch überregionale Rebsorten weit verbreitet, wie beispielsweise Aligoté, Cabernet Sauvignon, Chardonnay, Malbec, Merlot und Müller-Thurgau. Daneben gibt es auch noch einen nennenswerten Anteil an Direktträgersorten der Gattung Vitis labrusca, wie zum Beispiel Isabella, Concord oder Lydia.
70 % der Produktion entfällt auf die Herstellung von Weißwein, 24 % auf die Herstellung von Rotwein und 6 % für Verarbeitungswein. Der Anteil der Herkunft der Rebsorten liegt mittlerweile bei 70 % aus europäischen Rebsorten, 14 % regionale kaukasische und 16 % autochthonen Sorten.

## Weinbauregionen

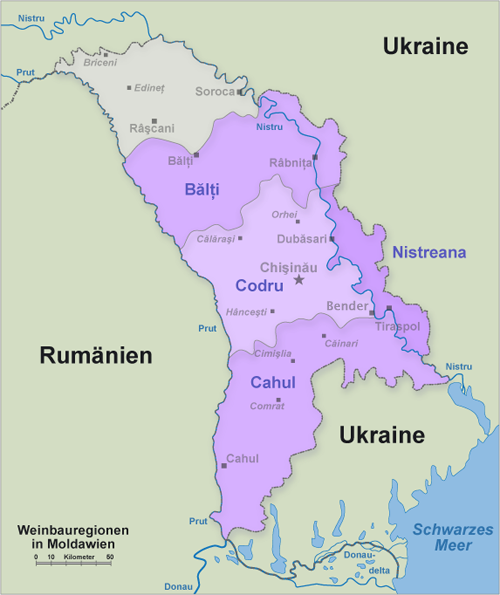
Die Weinbauregionen in Moldau

Moldau kann in vier agrarkulturelle Zonen mit unterschiedlichem Klima unterteilt werden: Norden, Zentrale Region, Süden und Südosten. Alle diese Regionen verfügen über eigene industrielle Weinproduktionen aus der Sowjetzeit, mit Ausnahme des Nordens, wo sich die Weinherstellung auf privater Basis gehalten hat. Dort haben sich auch viele autochthone Rebsorten über Generationen erhalten.
Die vier Weinbauregionen sind:
- Bălți im Norden
- Codru (zentrale Region)
- Nistreana im Südosten
- Cahul im Süden

Die Aufteilung Moldaus in diese Hauptregionen zur Traubenproduktion wurde 1954 nach komplexen Studien von Professor P.I.Ivanov vorgenommen. Diese Studien untersuchten die nördliche Zone (Bălți) – Sculeni-Bălți-Florești-Soroca umfassend, die zentrale Zone (Codru) – Leova-Cimișlia-Tighina umfassend, die südliche Zone (Cahul) die das ganze Territorium zwischen Pruth, Donau und Dnister einschließt und die südöstliche Zone (Nistreana) – Transnistrien, von Kamenka bis Slobozia.
Als Ergebnis dieser Studie wurde eine Einteilung in Unterregionen vorgenommen. Diesen Mikrozonen konnten dann die optimalen Rebsorten zur Erzeugung von Weiß- und Rotwein für Konsumqualität, sortenreinen Qualitätsweinen und Weinen mit Jahrgangsbezeichnung, fortifizierte (Likör-)Weine und zur Destillation geeigneter Weine zugeordnet werden, die das Potenzial zu charakteristischen Endprodukten aufwiesen. Diese Aufteilung ist im Weingesetz von Moldau über vermarktungsfähige Weine und Rohmaterialien zur Weinbereitung festgeschrieben, das am 2. Juli 1994 unter der Gesetzes-№ 132-XIII vom Parlament verabschiedet wurde.

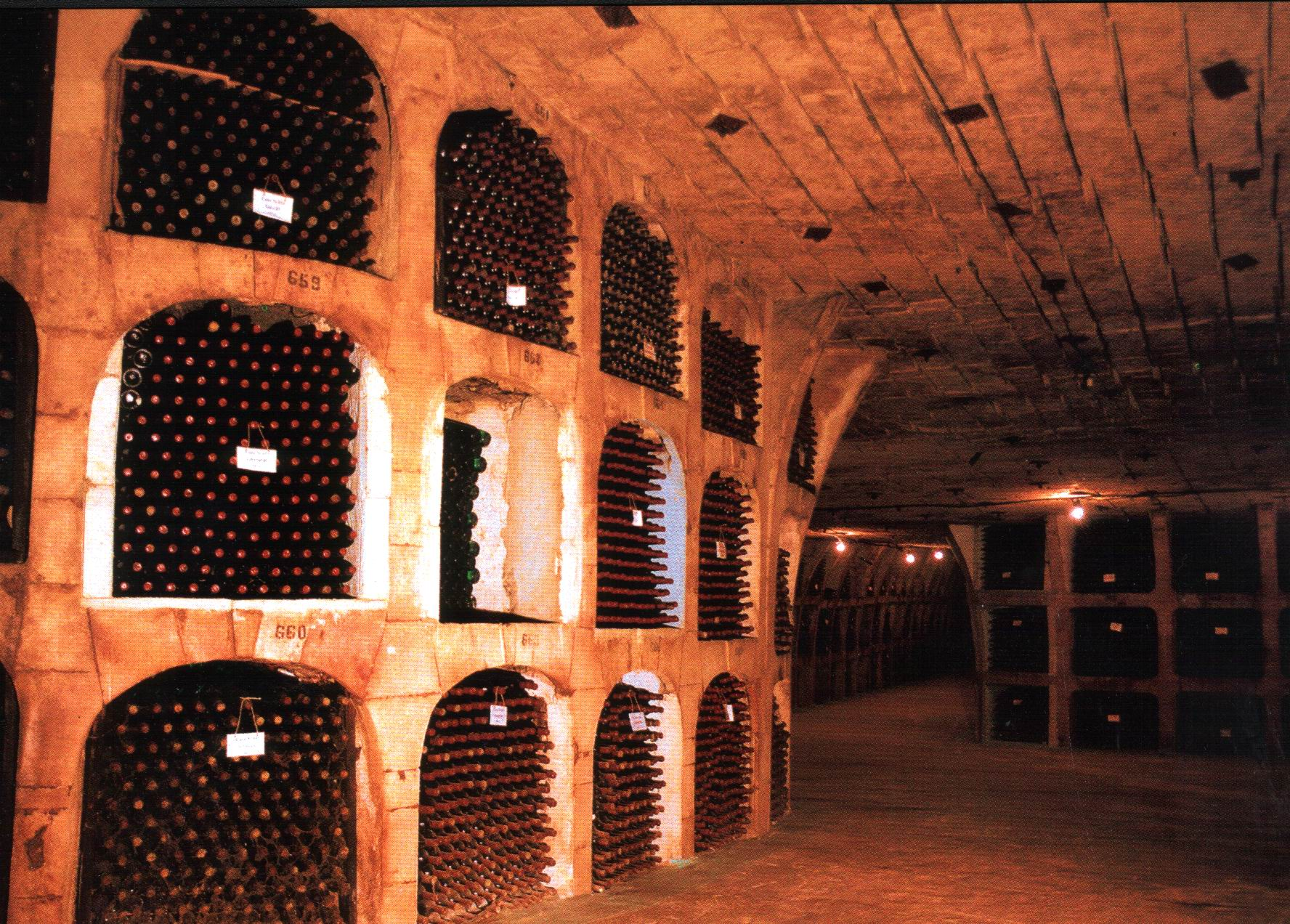
Weinkeller der Mileștii Mici

Die in diesen Regionen ansässigen Kellereien bestätigen durch ihre Qualitätsarbeit und das Potenzial ihrer Weine diese Einteilung. So z. B. Mîndrești und Inești im Rajon Telenești, Peresecina im Rajon Orhei, Manta im Rajon Cahul, Băcioi, Mileștii Mici und Durlești im Munizip Chișinău, Ciumai und Albota im Rajon Taraclia, Raskov und Camenca im Rajon Glodeni, Tigheci und Leova im Rajon Leova, Cărpineni und Minjir, Lăpușna sowie Stolniceni im Rajon Hîncești, Vărzărești, Jurceni, Nisporeni und Grozești im Rajon Nisporeni, Trifești und Cebalakcia im Rajon Rezina, Talmaza, Tudora und Carahasani im Rajon Ștefan Vodă, Sălcuța im Rajon Căușeni, Tighina in Transnistrien, Basarabeasca im Rajon Basarabeasca und Cimișlia im Rajon Cimișlia sowie viele andere.

### Bălți
Im Norden ist weniger die großagrarische Traubenproduktion als die handwerklich orientierte Weinbereitung verbreitet. Es gibt keine dominierenden Großbetriebe. Die Region produziert Trauben für die Weinbrandbereitung, für fortifizierte Weine und teilweise für Tafelweine bzw. für den Eigenverbrauch bestimmte Weine. Es werden überwiegend weiße Rebsorten kultiviert: Aligoté, Pinot blanc, Fetească Albă und Traminer.

### Codru
Codru ist von bewaldeten, schwer durchdringlichen Bergen umgeben. Durch diese Berge werden die Weinberge vor Winterfrösten und sommerlicher Austrocknung geschützt, welche für das kontinentale Klima Moldaus charakteristisch sind. Dies begünstigt die Kultivierung weißer Reben zur Vinifizierung von leichten, frischen Alltagsweinen. Neuerdings werden Cuvées bevorzugt, in denen Säure und Süße gut ausbalanciert sind, und deren Frucht hervorsticht.
Codru ist die technisch am weitesten entwickelte Weinbauregion Moldaus. 60 % der moldauischen Rebflächen sind hier angesiedelt, ebenso wie die Mehrheit der Weinkellereien und Abfüllbetriebe. Einige der bekanntesten Kellereien Moldaus sind hier beheimatet: Cricova, Mileștii Mici, Aroma und Branesti. Die Muschelkalkhöhlen, auf denen Chișinău erbaut ist, sind durch ihre gleichmäßige Feuchtigkeit von 80 % rel. Feuchte und eine kaum schwankende Jahresdurchschnittstemperatur von 12–14 °C in der Lage, bei idealen Verhältnissen Millionen von Flaschen zu lagern. Die umfangreichste Weinsammlung beherbergt die Kellerei Cricova, wo seit dem Ende des Zweiten Weltkrieges unter anderem Teile von Hermann Görings Weinsammlung gelagert werden. Besonders stolz ist man auf das einzige noch erhaltene Exemplar von Mogit Davids Oster-Wein aus dem Jahr 1902.
Die Vielzahl der Mikroklimazonen dieser Region erlaubt die Produktion charakteristischer Weine mit der kontrollierten Ursprungsbezeichnung „Codru“. Hier liegt auch die Românești-Kellerei des früheren Romanow-Besitzes. In der Hîncești-Mikrozone werden bereits seit mehr als 100 Jahren Weine aus Cabernet Sauvignon und Merlot erzeugt. Die besten dieser Weine stehen angeblich Bordelaiser „Château“-Weinen nicht nach und haben bereits mehrfach Auszeichnungen auf internationalen Wettbewerben erhalten.

### Nistreana oder Purkari-Region
Die südöstlich gelegene Region Purcari (Purkari) erstreckt sich entlang des westlichen Dnister-Ufers. Dort liegt auch die purkarische Hauptkellerei. Diese ist bekannt für ihre Rotweine Roșu de Purcari und Negru de Purcari. Das Klima begünstigt die Kultivierung roter Rebsorten: Merlot, Cabernet Sauvignon und Rara neagră, die zu Weinen mit Lagerungs- bzw. Alterungspotenzial ausgebaut werden (Bordelaiser Stil). Sie zeichnen sich durch ihre Aromen von schwarzen Johannisbeeren und Veilchen mit Anklängen an Leder aus und werden in kleinen Fässern aus alter moldauischer Eiche (Barrique) abgerundet. Seit dem 18. Jahrhundert wurden diese purkarischen Weine, die heute als beste Moldaus gelten, exportiert. Gegen Ende des 19. Jahrhunderts wurden sie auch an den englischen Königshof geliefert.

### Cahul
Die südliche Weinbauregion Moldaus schließt das Territorium des Budschak (Bugeac) ein. „Budschak“ bedeutet Winkel und steht für die dreieckige Form des Landstücks zwischen Pruth, Dnister und Schwarzem Meer. Moldaus Süden und der Budschak unterscheiden sich aber bezüglich Boden und Klima. Das Terroir der südlichen Region ist ideal zur Herstellung von Rotweinen und Süßweinen. Die renommiertesten Kellereien sind Comrat, Taraclia, Ciumai und Trifești.

## Geschichte
Siehe hierzu auch den Artikel Geschichte der Republik Moldau.

### Von den Anfängen bis zur Osmanenherrschaft
Die Traubenproduktion hat in Moldau eine sehr lange Geschichte. Der Weinbau in der Region zwischen Dnister und Pruth begann vor etwa 5000 Jahren. Abdrücke von Rebenblättern (Vitis teutonica) wurden in der Nähe des Dorfes Naslavica im Norden Moldaus gefunden. Hieraus konnte geschlossen werden, dass Reben in dieser Region schon vor 6 bis 25 Millionen Jahren unkultiviert vorkamen. In der Nähe des Dorfes Varvarovca wurden Traubenkerne gefunden, die in die Zeit um 2800 v. Chr. zu datieren sind. Ihre Größe lässt darauf schließen, dass Reben bereits zu dieser Zeit kultiviert wurden.
Am Ende des 3. Jahrhunderts v. Chr. machten die Griechen die lokale Bevölkerung mit der Weinherstellung aus Trauben bekannt. Die Verarbeitung von Weintrauben war damals eine „Kernkompetenz“ der Griechen, die auch weitere Veredelungsprodukte einführten. Durch Kulturaustausch mit den Römern im benachbarten Dakien erhielt der Weinanbau in Moldau um die Zeitenwende wiederum neue Impulse. Man machte große Fortschritte in Rebenanbau und Önologie. Mit der Invasion der Hunnen 376 n. Chr. wurden jedoch weite Gebiete der Agrikultur in dieser Region zerstört.
Durch die Fürsten von Moldau und die Bojaren wurde im Mittelalter ein eigener Weinkult begründet. Größere Gebiete wurden dem Weinbau gewidmet, und Anbau wie auch Kellertechnik wurden verbessert. Das Herrscherhaus setzte besondere Aufseher ein, die über die Weine und die Weinwirtschaft wachten. Ab dem 14. Jahrhundert wurde Wein nach Polen und Moskau exportiert.
Im 15. Jahrhundert, während der Regierungszeit Stefans des Großen, blühte die Weinproduktion auf, da dieser das Einführen von ausländischen Rebsorten zur Förderung der Weinqualität unterstützte. Unter der Regierung des türkisch-osmanischen Imperiums vom 15. bis zum 18. Jahrhundert brach der Weinanbau dann wieder zusammen. Die islamischen religiösen Gesetze unterdrückten die Herstellung von Wein aus Trauben; lediglich der Export in die Ukraine erhielt die önologischen Grundfähigkeiten.

### In der Zarenzeit

Rückzug des Osmanischen Reiches (1683–1923) vom Balkan und den Gebieten nördlich des Schwarzen Meeres

Im siebten Russisch-türkischen Krieg zwischen 1806 und 1812 eroberten Truppen des russischen Zaren Alexander I. Bessarabien. Nach dem Friede von Bukarest (1812) konnte sich die Weinwirtschaft erneut entfalten. Durch die erneute Vorherrschaft des Christentums wurde die Kunst der Weinherstellung gefördert. Die Kirche hatte großen Bedarf an Wein, denn das Missale forderte seit 1699 die Verwendung von Wein. Noch heute bestellt ein Moskauer Kloster Purcarischen Wein. Russische Adlige erwarben Weingüter und importierten modernes Rebpflanzgut aus dem befreundeten Frankreich: Aligoté, Cabernet Sauvignon, Gamay, Muscat blanc à petits grains, Pinot Blanc, Pinot Gris, Pinot Noir, Sauvignon Blanc und andere. Moldau nahm mit 50 % Platz eins der russischen Weinproduktion ein. 1837 wurden 1 Million Eimer (altes Württemberger Weinmaß) produziert, 1900 bereits 15 Millionen. Hiervon gingen 10 Millionen in den Export, u. a. auch nach Frankreich, das zu dieser Zeit aufgrund der Reblauskrise unter Weinmangel litt. Damals wurden überwiegend autochthone Rebsorten angebaut: Bătuta neagră, Cabasia, Fetească albă, Fetească neagră, Galbena, Plăvaia, Rara neagra, Tămâioasa, Zghihara (Sghihara), daneben auch lokale Sorten aus Bulgarien, Griechenland, Ungarn und der Türkei.
Es kristallisierten sich weinbauliche Mikrozonen heraus, und in den einzelnen Weinbauzonen innerhalb Moldaus fand eine Spezialisierung statt. Die Purcarische Mikrozone war z. B. im 19. Jahrhundert bekannt für ihren Rotwein. Die hohe Weinqualität wurde durch den Gewinn einer Goldmedaille auf der Internationalen Pariser Weinausstellung 1878 bestätigt. Die königliche Familie kaufte die gesamte Partie auf. Im frühen 19. Jahrhundert wurde Negru de Purcari in das Vereinigte Königreich geliefert. Zum Ende des 19. Jahrhunderts gründete die königliche Familie ihr eigenes Weingut Românești zu Ehren der Familie Romanow. Romanesti wurde Hoflieferant des russischen Reiches und wurde auch an andere europäische Höfe geliefert. Im Gebiet des damaligen Bessarabiens, dem heutigen Moldau einschließlich der Küstenregion bis zum Schwarzen Meer, wurden die Weinbauern staatlich gefördert.

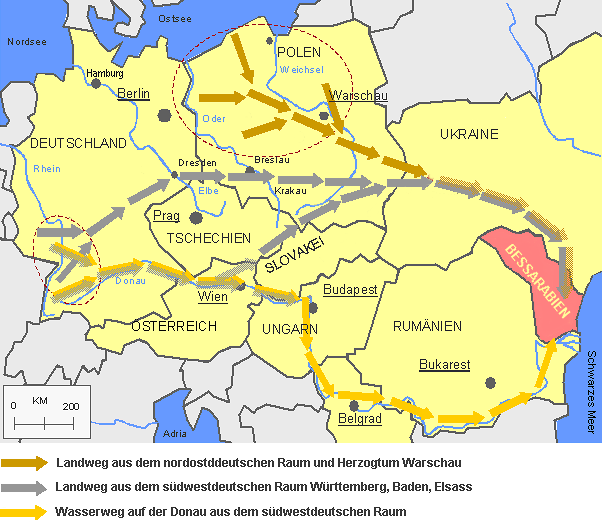
Auswanderungswege aus dem deutschen Raum nach Bessarabien 1814–1842

Bessarabiendeutsche Einwanderer hatten auch Einfluss auf die Entwicklung des Weinbaus im historischen Gebiet Bessarabien, dessen nördlicher Teil zu Moldau und dessen südlicher Teil mit dem Budschak heute zur Ukraine gehört. Die Umsiedler wanderten zwischen 1814 und 1842 aus dem südwestdeutschen Raum, insbesondere aus Württemberg und Baden, sowie aus einst preußischen Gebieten in Polen in das damalige russische Gouvernement Bessarabien ein. Sie sollten nach dem Wunsch des Zaren die Landwirtschaft auf dem fruchtbaren Schwarzerdeboden verbessern. Bei den Auswanderern aus den südwestdeutschen Gebieten waren Erfahrungen im Weinbau anzunehmen. In den neu gegründeten deutschen Dörfer baute jede Bauernwirtschaft auf dem Hofgrundstück Wein für den Eigenbedarf an. In einigen Dörfern wurde großflächig Weinanbau für den Export betrieben.
Die erste Weinbauschule Moldaus wurde 1842 in Stavcheni eröffnet. Dieses Institut hatte erstmals einen botanischen Garten, bzw. eine Rebenzucht.
Die in der zweiten Hälfte des 19. Jahrhunderts von Frankreich eingeführten Rebsorten wurden weitläufig angepflanzt, bis die aus Amerika eingeschleppte Reblaus-Plage am Ende des 19. Jahrhunderts die Weinwirtschaft zum Erliegen brachte. Erst im Jahre 1906 wurden die Weinberge wieder reaktiviert, indem man neue Klone aufpfropfte (→ Pfropfrebe).
Zu Beginn des 20. Jahrhunderts gründete P. K. Kazimir, einer der besten bessarabischen Oenologen, neue Weinberge in großem Stil und nutzte die alte Coquina-Mine nahe Mileștii Mici als Weinkeller. Auf Initiative des Generalgouverneurs von Neurussland, Fürst Michail Semjonowitsch Woronzow, wurden die Geto-Wüste und die Budschak-Steppe kultiviert. Bereits 1903 erhielt die Kellerei Gebrüder Covaliotty zwei Goldmedaillen auf der bessarabischen Landwirtschaftsausstellung. Ihre zweistöckigen Kelleranlagen sind bis heute erhalten. Bessarabien war auch 1914 Russlands größtes Weinanbaugebiet. Schon 1914 wurde eine Weinmesse in Moldau organisiert.
Die deutschsprachige Fachterminologie des Weinbaus wird auch für die bessarabiendeutschen Dialekte im Wörterbuch der deutschen Winzersprache und im Wortatlas der kontinentalgermanischen Winzerterminologie erfasst.

### Zwischenkriegszeit und Sowjetunion

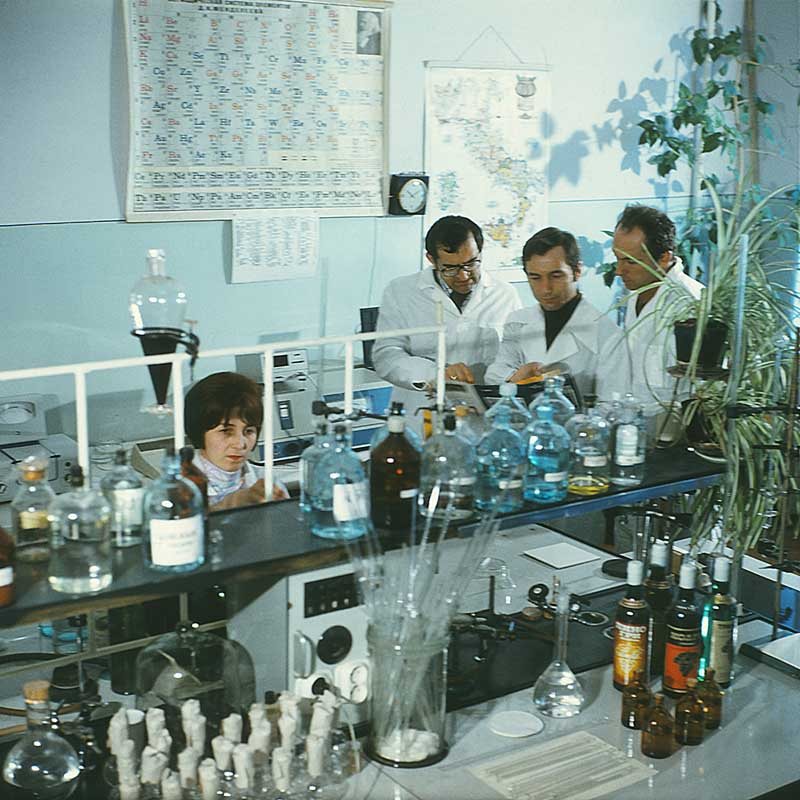
Im staatlichen Weinlabor (1980er-Jahre)

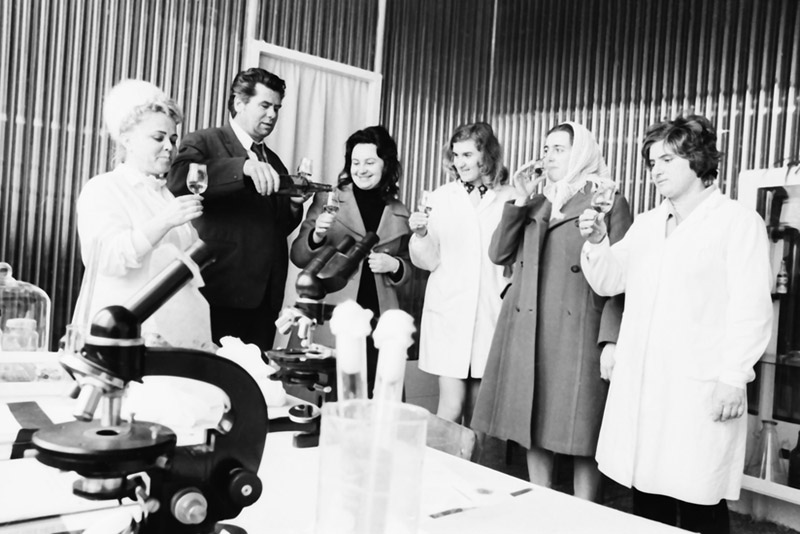
Im Weinlabor in Ialoveni (1972)

Beide Weltkriege haben zu einer weitläufigen Zerstörung vieler Rebberge und Weinkellereien beigetragen, doch weder Revolution noch der Krieg konnten die Weinkultur und -tradition zerstören. Die häufigsten roten Sorten dieser Zeit sind Gamay, Cabernet Sauvignon, Malbec, Merlot, Pinot Noir, Rara neagră, Saperavi, die häufigsten weißen Sorten: Aligoté, Muskat Ottonel, Rkaziteli, Fetească, Chardonnay, Traminer. Als Tafeltrauben wurden Gutedel, Muscat de Hambourg, Moldavschi, Moldova, Pearl Muscat, Vineyard Queen und die Perle von Csaba angebaut.
Der Wiederaufbau der moldauischen Weinberge und Weinkellereien begann in den 1950er Jahren. Innerhalb von zehn Jahren wurden mehr als 150.000 ha angepflanzt. Bereits im Jahr 1960 erreichten die Weinbauflächen mit mehr als 220.000 ha ihre größte Ausdehnung. Stollen und Keller wurden zusammengefasst, ausgebaut und wirtschaftlich gestärkt. Daher sind heute Cricova, Mileștii Mici und Brănești wahre Weinfundgruben in der Republik. Ihre Stollen erstrecken sich über Kilometer und sind nur noch vergleichbar mit denen in der Champagne. Mehr als zwei Millionen Raritätenflaschen können dort gefunden werden. In der Sowjetzeit begann man in den 1960er Jahren mit der Herstellung halbtrockener und lieblicher Weine. Um die Weinnachfrage zu befriedigen, verlangte der Wirtschaftsminister der UdSSR die Entwicklung neuer Weinqualitäten. Diese trafen schnell den Geschmack der sowjetischen Konsumenten. Bis heute ist die Nachfrage nach Weinen aus Moldau in Russland groß, da diese gegenüber den sonst erhältlichen Qualitäten in Russland als leicht, frisch, fruchtbetont und differenzierbar erscheinen.
Die Jahre zwischen 1960 und 1980 gaben der moldauischen Weinwirtschaft neue Impulse. Der Weinbau weitete sich aus und der Rebsortenspiegel diversifizierte sich. Jede zweite Flasche Wein und jede dritte Flasche Schaumwein der UdSSR wurde in der Moldau und aus moldauischen Grundweinen hergestellt. Die Traubenproduktion wurde von der Weinproduktion abgekoppelt und eine Ära der Massenproduktion begann. Die Prohibition der 1980er Jahre traf Moldau hart. Hektarweise wurden Weinberge im Kampf gegen den Alkoholismus niedergelegt. Gorbatschows Anti-Alkohol-Kampagne vernichtete wertvolle Weinberge. Hieraus resultierten größte wirtschaftlichen Schwierigkeiten. Die Region war auf Weinbau ausgerichtet, doch plötzlich sollte planmäßig weniger Wein produziert werden.
Mit Beginn der 1990er Jahre wurde die erfolgreiche Wiederbelebung des Weinbaus und der Weinwirtschaft ein bedeutender ökonomischer Entwicklungsfaktor. Die Weinkellereien entwickelten sich rasch und die Traubenproduktionsbetriebe als Zulieferer profitierten hiervon. Gegenwärtig wird wieder viel Geld in die Entwicklung der Kellereien und ihrer technischen Ausrüstung wie auch in neue Rebanlagen mit stabiler Produktion und hohem Qualitätsanspruch investiert.

## Weinwirtschaft heute

Dekorative Weinflaschen aus Moldau

### Anbaufläche und Produktion
Ende 1999 gab es in Moldau eine registrierte Weinanbaufläche von 162.000 ha. Davon stammen 110.000 ha Trauben aus der genossenschaftlichen Weinproduktion, 15.000 ha für den Tafeltraubenfrischmarkt und 37.000 ha aus dem privaten Weinanbau.
Im Jahre 2005 füllten die moldauischen Kellereien 2,405 Millionen Hektoliter Wein ab. Allerdings schwankt die Gesamtmenge jährlich sehr stark, was auch durch Ungenauigkeiten der Statistiken bedingt sein kann. Nach Angaben des agrarwirtschaftlichen Verbandes Moldova-Vin stieg die Produktion von Schaumweinen, die sich lokal noch „Champagner“ nennen dürfen, im Vergleich zu 2004 um 5 % – auf 15,9 Millionen Flaschen, und Weinbrand (lokal „Cognac“) um 27 % – auf 876.000 Hektoliter.

### Export
Die Weinwirtschaft ist noch immer der wichtigste Produktionszweig für Moldau. 9 % des Bruttosozialproduktes und 25 % der Exporte resultieren aus der Weinproduktion, die auch 25 % der Arbeitskräfte beschäftigt. Moldaus Weinberge stellen 2,3 % der weltweiten Rebfläche. Es gibt ca. 127 Weinkellereien in Moldau, die jährlich zwischen 1,0 und 1,5 Millionen Hektoliter Wein exportieren. Das entspricht etwa 2 Millionen Flaschen oder etwa 2 % der weltweit gesamten exportierten Weinmenge.
90 % der Weinproduktion wird ausgeführt, nur 10 % der gesamten Produktion wird innerhalb der Republik verbraucht. Der Wert der jährlichen Weinexporte beträgt etwa 100–120 Millionen Euro (2004). Moldaus größte Absatzmärkte für Wein waren 2004:
- Russland (einschließlich Belarus) – 82 %
- Ukraine – 7 %
- Kasachstan – 3,8 %
- Lettland – 1,6 %
- Estland – 0,8 %
- Rumänien – 0,8 %
- USA – 0,5 %

Die verbleibenden 3,5 % werden nach Deutschland, Norwegen, Polen, Südkorea, die Schweiz und andere Länder exportiert.
Hauptmarkt für moldauische Weine war lange Zeit die Gemeinschaft Unabhängiger Staaten (GUS), obwohl in jüngerer Zeit immer mehr Exportländer und -chancen hinzukommen und seit 2015 der Export nach Russland stark eingebrochen ist.

### Internationale Erfolge
Viele Medaillen zeugen von der Kunst der moldauischen Weinerzeuger und ihren konstanten Leistungen. Prestigeträchtige Auszeichnungen kommen von internationalen Wettbewerben in Russland, Europa und Amerika, wie der „Chardonnay of the World“, der Bordeaux Weinwettbewerb, „Muscat of World“ (Frankreich) sowie weiteren internationalen Wettbewerben z. B. im Vereinigten Königreich oder Deutschland. Moldaus Reputation als Weinland ruft das Interesse ausländischer Investoren hervor. Allerdings haben auch Rumänien und Bulgarien ihre Weinproduktion erheblich modernisiert und sind als EU-Mitgliedsstaaten bei Importen in die Europäische Union im Vorteil.

### Ökologischer Weinbau
Durch die genossenschaftliche Produktionsweise waren viele der moldauischen Weinbergsparzellen noch vor Jahren über hundert Hektar groß, denn auf solch weitläufigen Monokulturen lohnte sich der Einsatz der großen sowjetischen Landmaschinen. Durch die intensive großagrarische Nutzung während der Sowjetära wurde jedoch der Boden stark beansprucht. Der politische Umschwung in ganz Osteuropa, Anfang der 1990er Jahre löste eine wirtschaftliche Talfahrt aus, die auch ihre guten Seiten hatte: Es wurde weniger gedüngt, weil Dünger zu teuer war; die Luft wurde wieder besser, weil es kaum Treibstoff für die Landmaschinen gab; die Bodenverdichtung nahm ab, weil kaum mehr schwere Landmaschinen zum Einsatz kamen. So konnte sich das Ökosystem etwas erholen. Die Reprivatisierung des Bodens machte die Parzellen im Durchschnitt wieder kleiner und die Kulturfläche wenigstens etwas abwechslungsreicher, was ökologisch vorteilhaft ist.
Anfang der 1980er Jahre wuchs in den westlichen Industrieländern die Nachfrage nach ökologisch erzeugten Waren und Umweltschutz durch ökologische Produktionstechniken. Aufgrund der hohen Preise für diese Ware blieb der große Durchbruch zunächst jedoch aus. Er kam erst, als mit den Fortschritten der Rückstandsanalytik das Verbrauchervertrauen in die Rückstandsfreiheit konventionell hergestellter Produkte stark sank und zudem noch die Gentechnik als Unsicherheitsfaktor aufkam. Biowein wird heute nicht mehr als exotisch wahrgenommen, denn die Verbraucher haben längst entdeckt, dass mehr Naturnähe nichts schadet und genauso gut schmecken kann wie konventionell hergestellter Wein.
Dies bot den moldauischen Weinproduzenten die Gelegenheit, in diese Marktnische einzusteigen. Die teilweise über Jahre brachliegenden Weinberge erfüllten die strikten Anforderungen der Zertifizierungsgesellschaften für ökologische Agrarprodukte (Bioland, demeter, EcoVin, Gäa e. V., Naturland in Deutschland). Die Weinberge Moldaus zeichnen sich in einigen Gegenden durch einen extrem niedrigen Gehalt an gefährlichen Substanzen aus, d. h. es sind kaum Bodenverschmutzung durch Pestizid- und Herbizidrückstände feststellbar. Moldauische ökologische Weine und Säfte wurden von holländischen, deutschen, französischen und sogar chinesischen Rückstandsspezialisten untersucht, die bestätigten, dass keine über die Grenzwerte der EG hinausgehenden unerwünschten toxischen Bestandteile in den Produkten detektiert werden konnten.
Neue pilzresistente Rebsorten wurden getestet, die das gesamte Ökosystem „Weinberg“ schützen. Außer in extremen Jahren mit viel Regen werden Pestizide dadurch gänzlich überflüssig. Mittlerweile existieren in der Republik 10.000 ha mit pilzresistenten moldauischen Sorten und 6.000 ha importierten Sorten. Weißer Suruceni, Viorica, Doina, weißer Oinițcani, Weißer von Laloveni, Muscat von Laloveni, Muscat von Budschak, Riton, Legenda, ungarischer Byanka und Regent.

### Perspektiven
In der moldauischen Weinwirtschaft wird bereits teilweise ökologisch gearbeitet. Trotzdem kam bisher keine moldauische Ökoverordnung im Parlament zustande. Ohne gesetzliche Grundlage fällt die Zusammenarbeit mit europäischen und amerikanischen Weinimporteuren jedoch sehr schwer. Französische Önologen und Wissenschaftler der Université Bordeaux II, zu denen traditionell gute Kontakte bestehen, unterstützen ihre moldauischen Kollegen, um den legislativen Prozess voranzubringen. Die Wissenschaftler führen zusammen mit dem moldauischen Gesundheitsministerium und VNIICOP (Moskau) auch Langzeituntersuchungen des Bodens in Bezug auf die Anreicherung von Nitrat, Nitrit, Nitrosaminen, Schwermetallen (Eisen, Cadmium) sowie Pilztoxinen, durch.
Nach gegenwärtiger Schätzung von Agrarfachleuten kann der Anteil ökologisch erzeugter Produkte in Moldau auf 20–30 % anwachsen. Der Einsatz von relativ günstiger menschlicher Arbeitskraft für die optimale arbeitsintensive Laubarbeit stellt einen Pluspunkt für die moldauische Ökoweinwirtschaft dar. Es existieren jedoch auch ernstzunehmende Barrieren bezüglich der massenhaften Erzeugung ökologischer Weine:
- Die natürliche Bodenfruchtbarkeit der moldauischen Schwarzerde wird auf Dauer überfordert sein. Nur durch ein reichliches Angebot an natürlichen Nährstoffen durch Gründüngung und Kompost sowie Mist aus der Tierhaltung kann die Fruchtbarkeit nachhaltig aufrechterhalten werden.
- Die Gefahr der Kreuzkontamination durch die Nähe konventionell wirtschaftender Betriebe muss durch Abschottung mittels großzügiger Wald- bzw. Grünstreifen minimiert werden.
- Das Verhältnis von Nützlingen und Schädlingen muss stabilisiert, bzw. die Zahl der Nützlinge gefördert werden.
- Der Einsatz von ökologischen Pflanzenstärkungs- und -pflegemitteln muss gesteigert werden.
- Robuste pilzwiderstandsfähige Rebsorten (kurz Piwi), z. B. roter Regent, müssen gepflanzt werden.

### Weinkrieg mit Russland
Am 27. März 2006 setzte die russische Regierung ein Importverbot für moldauische und georgische Weinprodukte in Kraft. Das Verbot soll nach kolportierten Verstößen gegen die Gesundheitsvorschriften (zu hohe Schadstoffbelastungen) auf Bitten des Obersten Hygienearztes Gennadi Grigorjewitsch Onischtschenko erfolgt sein. Der Entscheid führte zu heftiger Kritik der betroffenen Weinproduzenten in Moldau und Georgien.
Etwa 82 % der gesamten moldauischen Weinexporte gingen nach Russland, und mehr als ein Drittel des Bruttosozialproduktes hing vom Weinexport ab.
Seit Oktober 2007 exportiert die Republik Moldau wieder Wein nach Russland. 323 Produkte von 19 Herstellern erhielten ein Gesundheitszertifikat. Experten rechneten jedoch nicht damit, dass moldauische Weine wieder die Stellung auf dem russischen Markt erreichen würden, die sie mit 35 % Marktanteil vor dem Embargo hatten, sondern höchstens 10 %.
2010 und 2013 wurden Einfuhrverbote erneuert, die zeitliche Übereinstimmung mit Prozessen der Annäherung Moldaus an die EU war sicher kein Zufall. Seit 2015 geht der Weinexport nach Russland weiter zurück.

## Weinkultur

### Weinfeste

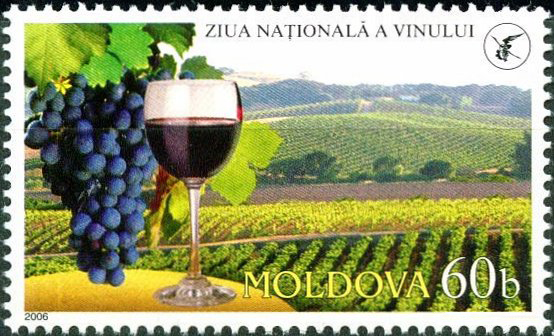
Eine dem nationalen Weintag gewidmete Briefmarke

Aufgrund des Regierungsbeschlusses № 1005-XV vom 19. April 2002 wurde der zweite Sonntag im Oktober jeden Jahres zum nationalen Weintag erklärt. Ziel dieses Weintages, Sărbătoarea vinului („Weinfest“), ist es, das Prestige der Weinwirtschaft und von Moldau zu fördern, wie auch erste Schritte Richtung Internationalisierung zu gehen. Überall in den Weinbaugebieten Moldaus wird an diesem zweiten Sonntag im Oktober der Jungwein auf traditionellen Weinfesten genossen.
Hauptziele des zentralen Weinfestes:
- Die Weinfestkultur in dem Land wieder zu beleben, wo der Stolz auf Wein ein nationales Selbstverständnis ist und Geschichte und Weinbautradition eng zusammenhängen
- Eine jährliche Weinfesttradition zu etablieren, um das Renommee der Weinwirtschaft Moldaus zu erhalten, das Interesse an Qualitätsweinbau anzuregen und den Weinkonsum zu fördern.
- Moldau für weinkulturell interessierte Besucher interessant zu machen.

### Logo des Weinbauverbandes – Legende
Der Storch mit Trauben symbolisiert die moldauische Weinherstellung und ist auf dem Logo des Weinbauverbandes dargestellt. Dieses Logo basiert auf einer der vielen Legenden zum Thema Wein:
Während einer türkischen Invasion belagerte der Feind eine Festung bei Grodieshti. Die Verteidiger kämpften tapfer und entschlossen, jedoch gingen Speisen, Wasservorräte sowie auch die Kraft der Kämpfer langsam zur Neige. Plötzlich erschienen hunderte von Störchen am Himmel, die mit Hilfe des Windes und ihrer starken Flügelschläge den Feind zu Boden trieben. Die Störche warfen Bündel von Reben aus ihren Schnäbeln zu den Verteidigern hinunter. Die Krieger waren damit vor Durst und Hunger gerettet. Mit neuer Kraft verteidigte man erfolgreich die heimische Festung, und der türkische Feind musste abziehen. Seit dieser Zeit gilt der Storch als ein Symbol des Glücklichseins und der Zufriedenheit.